# Таруман (Сан-Паулу)
Таруман (порт. Tarumã)  —  муниципалитет в Бразилии, входит в штат Сан-Паулу. Составная часть мезорегиона Ассис. Входит в экономико-статистический  микрорегион Асис. Население составляет 13 386 человек на 2009 год. Занимает площадь 303,503 км². Плотность населения — 38,2 чел./км².

## История
Город основан 21 октября 1927 года.

## Статистика
- Валовой внутренний продукт на 2003 составляет 210.799.284,00 реалов (данные: Бразильский институт географии и статистики).
- Валовой внутренний продукт на душу населения на 2003 составляет 18.804,58 реалов (данные: Бразильский институт географии и статистики).
- Индекс развития человеческого потенциала на 2000 составляет 0,775 (данные: Программа развития ООН).